# 青葉かおり
青葉 かおり（あおば かおり、本姓は和田（わだ）、1978年7月11日 - ）は、日本の女流棋士。愛知県出身。日本棋院東京本院所属。羽根泰正九段門下。

## 経歴
小学校2年生の時に父から囲碁を学ぶ。小学校3年生で全日本女流アマチュア囲碁選手権戦に愛知県代表として出場、選手宣誓を務める。小学校4年生で院生となる。愛知県立旭丘高校、早稲田大学卒業。高校2年生の1996年に入段し、在学中は棋士としての活動と学業を両立させた。
2002年から2006年までNHK杯テレビ囲碁トーナメントの記録係と聞き手を務める。2007年4月に結婚。夫は高校時代の同級生で弁護士。入段から日本棋院中部総本部所属だったが、2008年5月20日付で東京本院に移籍した。その後、海外での囲碁普及に取り組み、アメリカノースカロライナ州、香港、台湾などに赴き、2013年に帰国した。
2014年、新設の女流棋戦である会津中央病院杯を創設するために、プロデューサーとして活動した。「囲碁棋士にプロデューサーなんてできるのか」といった声を後目に企画を進めたという。地元会津を盛り上げたいという関係者の思いや、囲碁ファンを一人でも増やすため、同棋戦には様々な企画を盛り込んだ。同年、第18期女流棋聖戦で挑戦者決定戦に進出したが、小西和子八段に敗退。挑戦手合初出場はならなかった。
囲碁の対局、解説のほかに、囲碁ゲームソフトの監修も手がける。

### 昇段履歴
- 1996年（平成8年）入段[2]
- 1998年（平成10年）二段[2]
- 1999年（平成11年）三段[2]
- 2002年（平成14年）四段[2] 通算100勝達成
- 2016年（平成28年）五段[2] 対象棋戦通算70勝

### 受賞履歴
- テレビ囲碁番組制作者会賞 1回（2005年・第20回）

## 監修
- 青葉かおりの囲碁百科(KTインタラクティブ)